# فورد ایکس‌وای فالکون
فورد ایکس‌وای فالکون (Ford XY Falcon) خودرویی است که در سال‌های October 1970 to March ۱۹۷۲تولید شده‌است.
طراحی آن خودروهای موتور جلو-محور عقب، موتور جلو، خودرو چهار چرخ محرک بوده است. سیستم جعبه‌دندهٔ آن به دو صورت خودکار و دستی است.

## نگارخانه

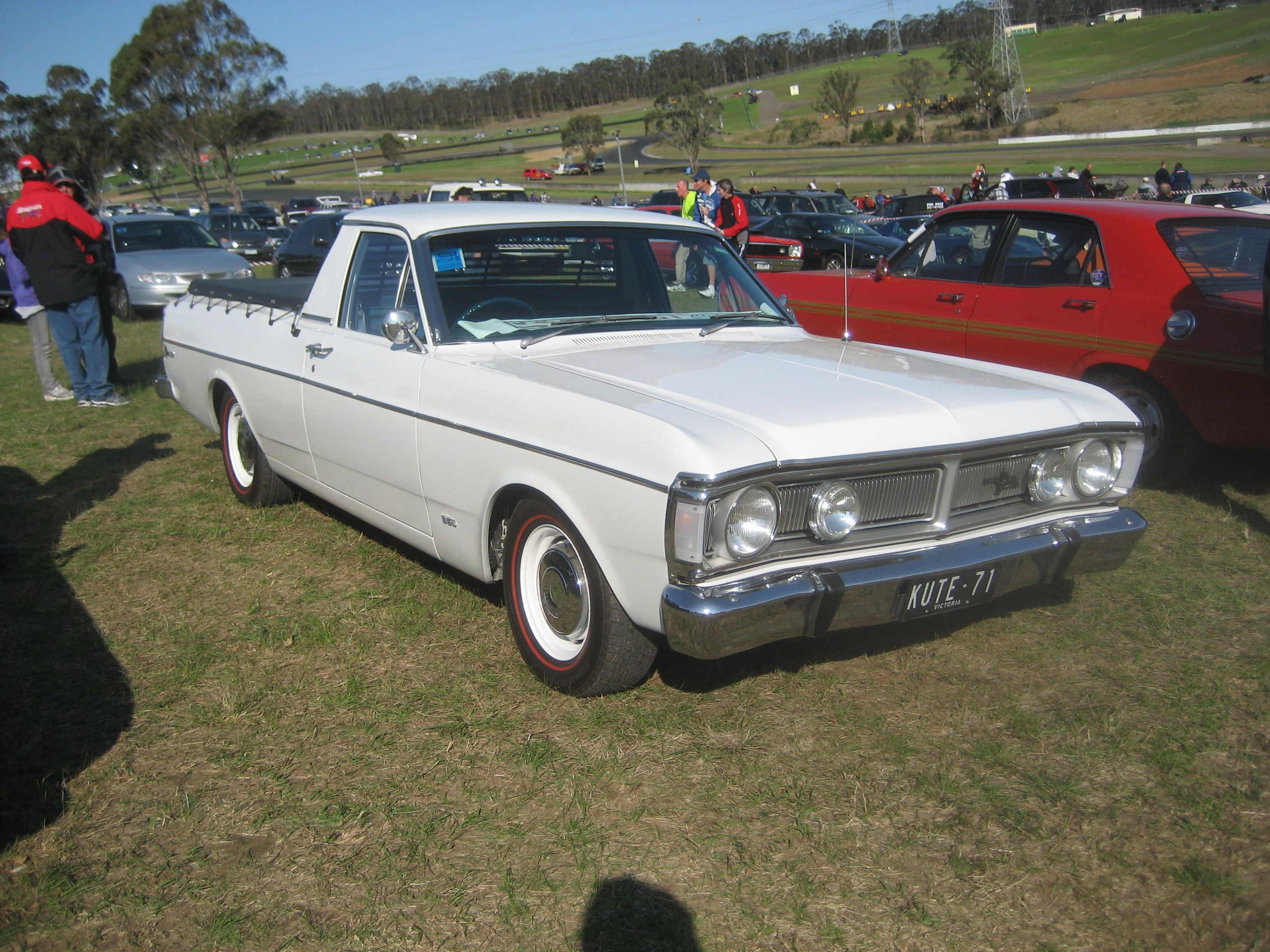
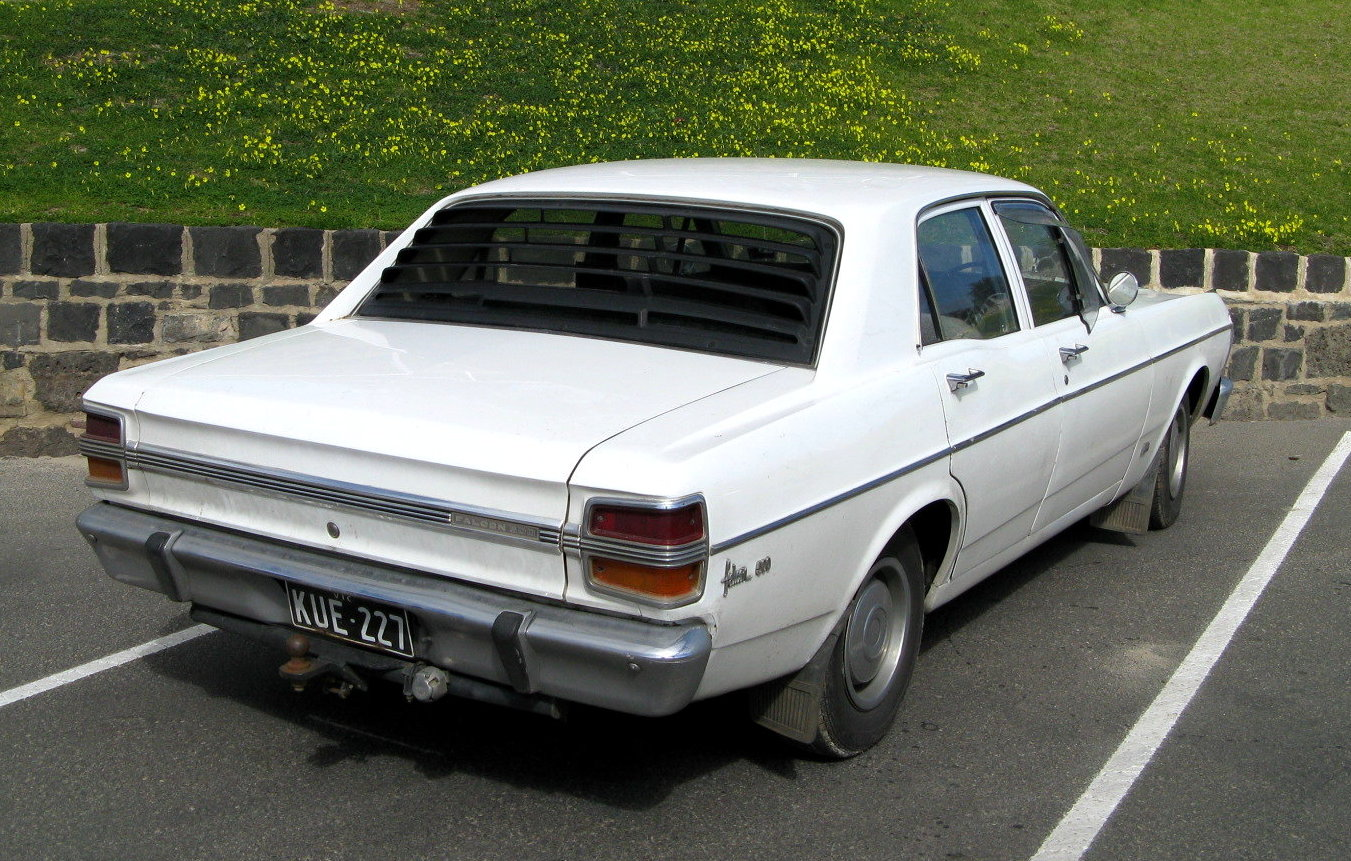
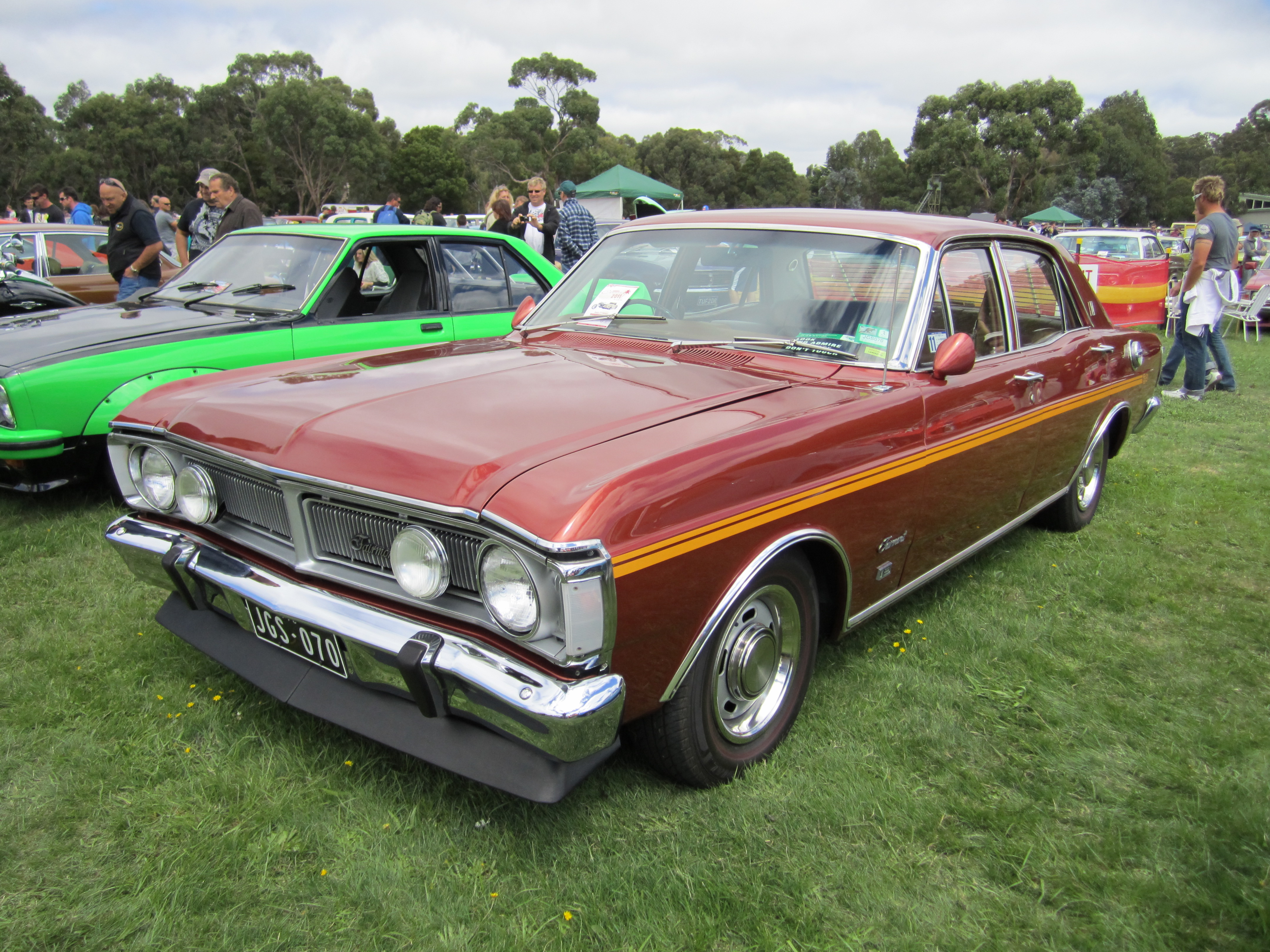
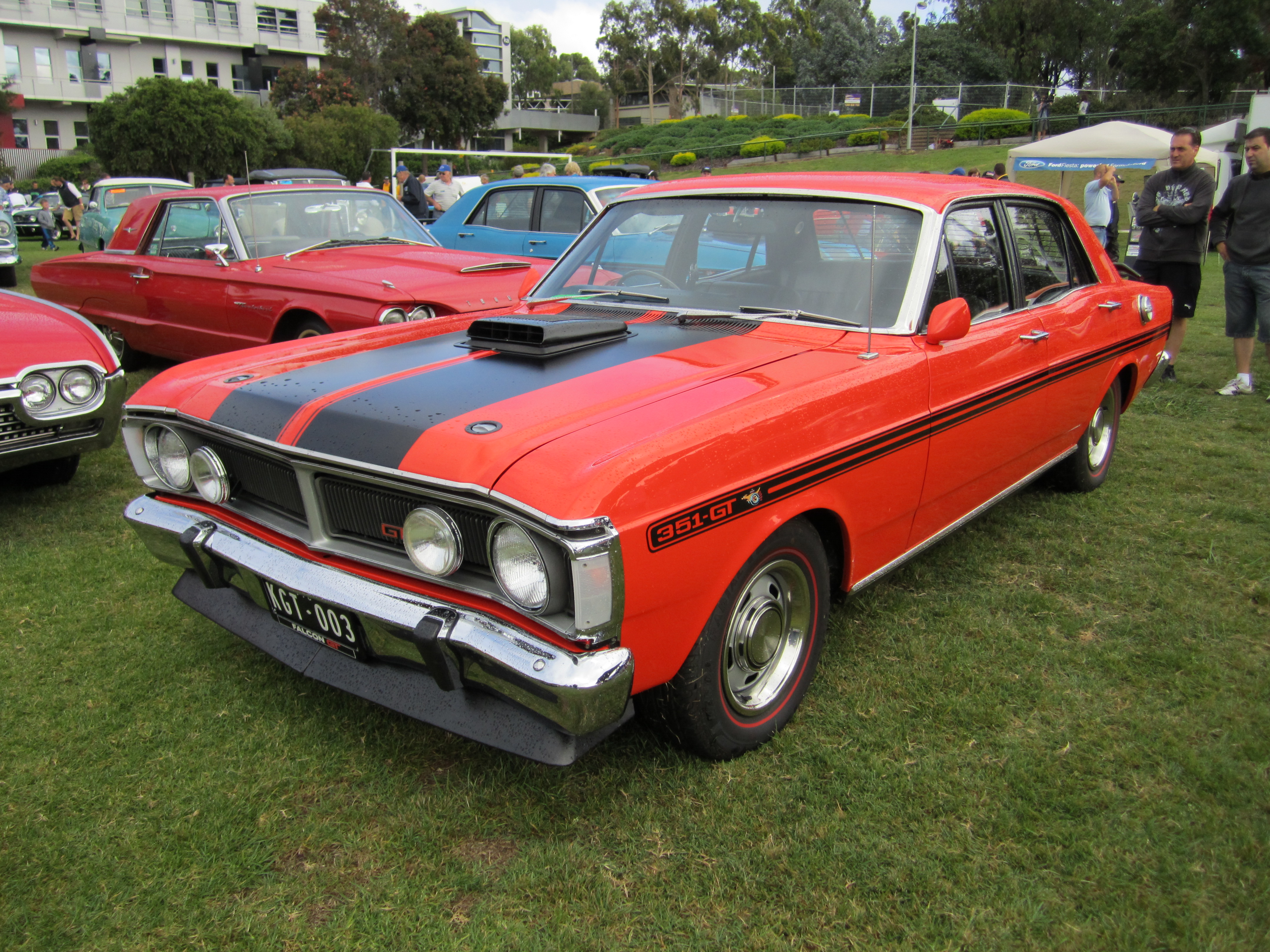